# Быстрицкий, Владимир Павлович
Влади́мир Па́влович Быстри́цкий (9 февраля 1882, Саратов — 31 марта 1934, Париж) — русский штабс-капитан, русский авиационный агент в Париже, один из разработчиков (наряду с основным — Ф. Моска) истребителей МБ (Моска—Быстрицкий) и МБ-бис.

## Происхождение
В. П. Быстрицкий происходил из потомственных дворян Пензенской губернии. Родился в Саратове 27 января (8 февраля) 1882 года. Отец — штабс-капитан Павел Михайлович Быстрицкий (1855 — ?), мать — Мария Владимировна Лестрад; отчим — А. М. Устинов. Младший брат — Фёдор (1884 — после 1934), детей не имел, репрессирован. Сестра — Мария (1886—1973), замужем за Борисом Николаевичем Людоговским (1882—1965).

## Военная служба

### Учение
Воспитывался в Симбирском кадетском корпусе. Поступил в Николаевское инженерное училище в 1899 году; в 1900 году переведен в Михайловское артиллерийское училище, которое закончил по 1-му разряду в 1902 году.
В 1903—1904 годах обучался в Петербурге в Офицерском корпусе учебного воздухоплавательного парка, был награждён нагрудным знаком.
В 1910 году командирован в Петербург в Главное инженерное управление. В 1911 году назначен в Севастопольскую офицерскую воздухоплавательную школу, которую окончил в том же году, став таким образом одним из 24 первых выпускников этой школы. Летом 1911 года обучался во Франции полётам на аппарате Бреге. В августе того же года был назначен во временный авиаотряд Офицерской воздухоплавательной школы обучающим полётам на аппарате Бреге.

### Чины
- Юнкер — 1899
- Унтер-офицер — 1901
- Портупей-юнкер — 1902
- Подпоручик — 1902
- Поручик — 1905
- Штабс-капитан — 1909

### Награды
- Орден Святого Станислава III степени (1908)
- Светло-бронзовая медаль «В память 300-летия царствования дома Романовых» (1913)

## После революции
После 1917 года В. П. Быстрицкий остался в Париже. Как и многие другие русские эмигранты, работал таксистом. Скончался Быстрицкий 31 марта 1934 года в Париже.

## Семья

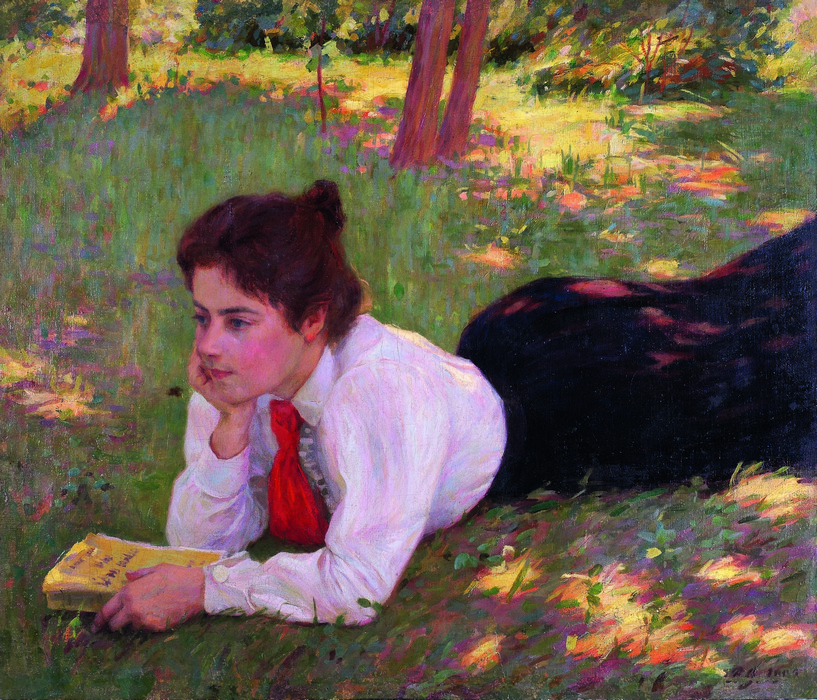
Портрет Софьи Павловны Быстрицкой (Ганской)

В. П. Быстрицкий был женат на Софье Павловне Ганской (1873 — ?), сестре астронома А. П. Ганского и художника П. П. Ганского. Единственная дочь — Кира (1906—1990), всю жизнь прожила в Париже, была замужем за Борисом Владимировичем Веневитиновым, детей не имела. Здравствующие родственники в России — потомки сестры В. П. Быстрицкого, Марии Павловны Людоговской.